# Bangladéš (Rozvojové cíle tisíciletí)
Bangladéš je jedna z nejlidnatějších zemí na světě v poměru k rozloze (160 miliónů obyvatel na 57 000 čtverečních mil). Bangladéš od začátku 90. let učinil obrovský progres v oblasti chudoby a hladu.

## Bangladéš
Bangladéš je posuzován jako jeden z příkladů úspěchů Rozvojových cílů tisíciletí (MDGs). K tomuto úspěchu vedl i dlouhodobý ekonomický růst větší než 6 %. S růstem a programem MDGs rostla i očekávaná délka dožití, snížila se porodnost, snížila se úmrtnost dětí do 5 let, jejich podváha, zvýšil se zápis do škol a vzrostla také rovnost pohlaví v primárním a sekundárním vzdělávání. Největším pokrokem však bylo snížení chudoby. V roce 1991-1992 žilo 56,7 % obyvatel pod úrovní chudoby. V roce 2010 už to bylo pouze 31,5 % a cíle MDGs, 29 %, bylo dosaženo v roce 2012, tři roky před oficiálním ukončením. Na konci programu MDGs v roce 2015 se toto číslo snížilo ještě více, a to na 18 %. 
MDGs však nedosáhly cílů ve všech oblastech. Stále přetrvává nedostatek potravin v některých regionech, negramotnost apod. Velkým nedostatkem MDGs bylo neměření kvality vzdělání, proto i přes zvyšování zápisu nebylo dosaženo očekávaného efektu na další indikátory. 

### Přístup k pitné vodě v Bangladéši
Podle konceptu základních lidských potřeb patří voda a její bezpečnost mezi základní lidské potřeby. Dvacet miliónů obyvatel ale ještě stále nemá přístup k pitné vodě, a to většinou na venkově. V Bangladéši nemají některé oblasti žádný přístup k pitné vodě, a navíc je voda v některých oblastech znečištěná arzenem a způsobuje rakovinotvorná onemocnění, která ochromují celé rodiny i vesnice. Přístup k lepším zdrojům vody má 98 % populace, ale až 22% studen je znečištěno arzenem. Vláda se spojila s několika organizacemi i neziskovými organizacemi a podporuje finančně nové, hlubší vrty studen, ve kterých by se neměl vyskytovat ani arzen, ani železo, sůl a bakterie. Je zaveden i udržovací a monitorovací program, kdy nové vodní zdroje jsou dvakrát kontrolovány v různém čase. Prováděny jsou také namátkové kontroly v 10 % vodních zdrojů za každé tři měsíce. Pokud je ve vodě nalezena stopa arzenu, situace je řešena například výsadbou rostlin, které pohlcují arzen a neměl by se tím pádem dostat do vody, ale kontaminace arzenem vyžaduje komplexní řešení, které je náročné jak na techniku, tak na finance. Pokud je studna znečištěna více než standardně, je namalována načerveno. Ty bezpečné jsou namalovány nazeleno. 
UNDP začalo spolupracovat se společností Coca-Cola na projektu Every drop matters, který byl zaveden i v Bangladéši. Prvotní výzkum ukázal, že až 70 % škol mělo závadnou vodu a nedostatečné sanitární a hygienické zázemí. Pouze 15 % škol mělo oddělené zázemí pro dívky a chlapce. Projekt Every drop matters tak pomohl i ke zvýšení docházky do škol. Špatné podmínky ve školách odrazovaly dívky účastnit se výuky. Every Drop Matters pomohl vyvrtáním studen, vybudováním oddělených toalet, tekoucí vody a odpadních jednotek. Na střechách začali shromažďovat dešťovou vodu, která potom gravitací byla rozváděna do budovy. Tato pomoc měla neuvěřitelný výsledek. Ve městě Chandpur vzrostla školní docházka, obzvláště dívek, z méně než 70 % na 98 %. 
Kritickou oblastí jsou ale také slumy, kdy při stále vzrůstajícím počtu obyvatel směřujících do měst není zajištěno hygienické zázemí ani přístup k vodě. Ve městě Dháka žilo v roce 1990 6,62 miliónu lidí. Během 24 let se počet zvýšil na 16,98 miliónu. Odhaduje se však, že v roce 2050 to bude dokonce více než 27 miliónů obyvatel. S růstem takového rozměru souvisí i čím dál větší znečištění řek. 
Přístup k pitné vodě se od roku 1995 zvýšil z 72 % na přibližně 86 % v roce 2015. Během tohoto růstu se vyrovnala přístupnost bezpečné vody ve městě i na venkově. Zbývajících 14 % je však nutné zvyšovat i ve městských slumech i na venkově. 